# كاتي هوبز
كاتي هوبز (مواليد 28 ديسمبر 1969) هي سياسية أمريكية تشعل منصب سكرتيرة ولاية أريزونا منذ يناير 2019.